# جيمس ويلكس (كرة سلة)
جيمس ويلكس (بالإنجليزية: James Wilkes)‏ مواليد 1 أبريل 1958 في ناشفيل، هو لاعب كرة سلة أمريكي سابق. بدأ مسيرته الاحترافية في سنة 1980. تم اختياره من قبل فريق شيكاغو بولز خلال الدرافت. يبلغ طوله 6 قدم 7 بوصة (2.0 م). اعتزل اللعب في 1983. لعب مع شيكاغو بولز وديترويت بيستونز.

## روابط خارجية
- جيمس ويلكس على موقع إن بي أي (الإنجليزية)
- جيمس ويلكس على موقع سبورتس رفرنس (الإنجليزية)
- جيمس ويلكس على موقع كلية كرة السلة في سبورتس رفرنس.كوم (الإنجليزية)
- جيمس ويلكس على موقع ريلجم (الإنجليزية)
- جيمس ويلكس على موقع بروبوليرز (الإنجليزية)